# Ann Jarvis
Ann Maria Reeves Jarvis (30 de septiembre de 1832, Culpeper, Virginia — 9 de mayo de 1905, Filadelfia, Pensilvania) fue una activista social durante y después de la guerra civil norteamericana. Ella y su hija, homónima, Anna Jarvis (1864–1948), son reconocidas como las fundadoras del Día de las Madres en los Estados Unidos, celebración que, en diversas fechas, después se extendió a muchos países del mundo también para festejar a las madres.

## Datos biográficos
Ana María Jarvis trabajó a lo largo de muchos años en el estado de Virginia (hoy Virginia del oeste) promoviendo cuestiones de salud y de seguridad social de las mujeres trabajadoras. Durante la guerra de secesión organizó grupos de mujeres para atender a los heridos del conflicto bélico, de ambos lados de las trincheras. Al terminar la guerra se mostró muy activa promoviendo un día para conmemorar el trabajo de las féminas, particularmente de las madres trabajadoras, reconociendo lo esforzado de ellas, que al tiempo que debían crecer y cuidar de su familia, tenían que trabajar por muy distintas necesidades.
Ana María Reeves Jarvis murió en Filadelfia en mayo de 1905. Más tarde, en 1907, su hija, quiso conmemorar a su madre y a su trabajo social el 10 de mayo e inició una campaña para que se reconociera el trabajo de las madres en lo general en la forma de un día de la madre celebrado anualmente. El presidente de los Estados Unidos Woodrow Wilson recogió poco después la iniciativa y declaró oficialmente la conmemoración pública que hoy se cocnoce como Día de las Madres el año de 1914. Desde entonces la celebración ha cobrado carta de naturalización en más de cincuenta países del mundo.